# Maracaynatum cubanum
Maracaynatum cubanum is een hooiwagen uit de familie Samoidae.